# جوان فروغات
جوان فروغات (بالإنجليزية: Joanne Froggatt) (ولدت في 23 أغسطس 1980) ممثلة تلفزيونية وسينمائية إنجليزية.

## روابط خارجية
- جوان فروغات على موقع IMDb (الإنجليزية)
- جوان فروغات على موقع ميتاكريتيك (الإنجليزية)
- جوان فروغات على موقع روتن توميتوز (الإنجليزية)
- جوان فروغات على موقع قاعدة بيانات الأفلام العربية
- جوان فروغات على موقع ألو سيني (الفرنسية)
- جوان فروغات على موقع أول موفي (الإنجليزية)
- جوان فروغات على موقع قاعدة بيانات الأفلام السويدية (السويدية)
- جوان فروغات على موقع قاعدة بيانات الفيلم (الإنجليزية)
- جوان فروغات على موقع كينوبويسك (الروسية)